# 絮凝
水處理時，會透過常不同藥劑進行絮凝以利除去水中懸浮物質，例如為混擬使用之硫酸鋁、氯化鐵、PAC等混擬劑等，以及強化膠凝作用之各種助凝劑等，為調整酸鹼度之石灰、蘇打等鹼劑，或硫酸等酸劑、消毒用之氯劑，吸附用之活性炭等等，該等藥劑，或為液體，或為固體均應依一定之劑量連續或間歇性注入處理水體進行淨化工作，為此淨水廠內就需要不同用途之加藥設備。
藥品處理設備處應不同水質處理之需要，根據實驗比較效果與經濟所得最合適之藥品及劑量配置外，應同時考慮選用其他藥品及劑量之可能性，為藥劑應在衛生上對水質無不良影響者為限。